# سمية علي رجاء
سمية علي رجا أو سمية علي رجاء (ولدت عام 1965) هي ناشطة سياسية وصحفية يمنية، وفي شهر ديسمبر عام 2005 أصبحت أول امرأة تعلن ترشحها لرئاسة الجمهورية اليمنية.

## حياتها
نشات سمية في مدينة تعز اليمنية، في عائلة مكونة من ستة أطفال. شجعها والدها هي وأخواتها الثلاثة على كسر التابوهات المجتمعية والدينية والظهور للعلن وهي مكشوفة الرأس.
بعد قضاء بضع سنوات دراسية في اليمن، تبعت سمية أخواتها للدراسة في إحدى المدارس الثانوية في ولاية كارولاينا الشمالية بالولايات المتحدة الأمريكية. كان عمرها في ذلك الوقت أربعة عشر عاما. بعد ذلك، درست سمية العلوم السياسية في جامعة ولاية ميسوري الأمريكية ثم درست الصحافة الإذاعية في جامعة كانساس الأمريكية. في أواخر السبعينيات، أصبحت سمية وأختها جميلة من أوائل المذيعات التلفزيونيات في اليمن.
لاحقا، عاشت سمية في انجلترا. كانت تقوم بأعمال استشارية لهيئة الإذاعة البريطانية «بي بي سي» والقناة الرابعة البريطانية.
تزوجت سمية وأنجبت طفلين في باريس. بعد أحداث 11 سبتمبر الإرهابية، أسست وأدارت «منتدى اليمن – فرنسا» للنقاش وشرح موقف اليمن لصانعي القرار والسياسات في فرنسا. بعد طلاقها، عادت سمية إلى اليمن.
أعلنت سمية ترشحها للرئاسة خلال مؤتمر «من الأقوال إلى الأفعال» للمرأة العربية الذي تم في مدينة صنعاء في شهر ديسمبر عام 2005 . لاحقا، تبعتها الصحفية الساخرة رشيدة القيلي وترشحت للرئاسة.
في شهر يناير عام 2007، أعلنت سمية نيتها في تأسيس حزب سياسي ليبرالي باسم «حزب البشرة» وقالت عن الحزب أنه سيكون: «لتحقيق المساواة بين الرجال والنساء، والحفاظ على التراث، وتعزيز حقوق الأطفال.».

## روابط خارجية
- القبس، سمية رجاء
- البوابة، سمية رجا